# باغ رنه معوض

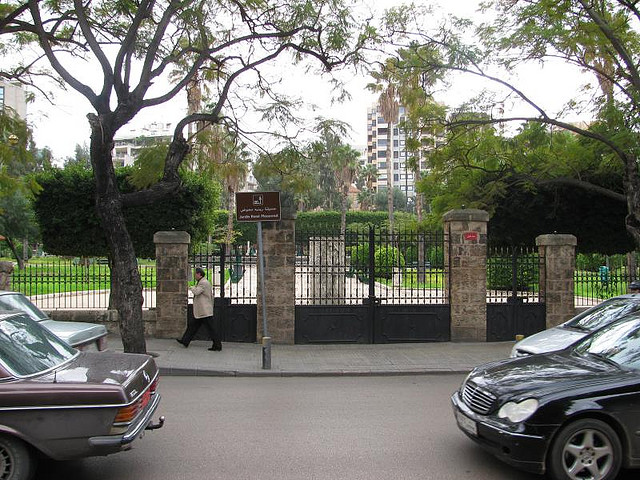
ورودی پارک رنه معوض

باغ رنه مُعَوَّض یا صنایع (به‌عربی: حدیقة رینیه معوض، یا حدیقة الصنائع) در منطقهٔ صنایع بیروت، از کهن‌ترین و بزرگترین فضاهای باز همگانی در پایتخت لبنان با مساحت ۲۲٬۰۰۰ متری است. برای کودکان، پیادگان و دوندگان مقصدی گیراست. به دستور فرمانده ارتش ششم ترکیه در جنگ جهانی اول خلیل پاشا (۱۸۶۴–۱۹۲۳)، در سال ۱۹۰۷ ساخته شد. از ساعت ۷:۰۰ صبح گشوده می‌شود. «نوشگاه ۱۰۱» در شمال‌شرق آن تا ساعت ۲:۰۰ صبح باز است. مسجد طبارة در شمال‌غرب و وزارت کشور لبنان در شمال آن جای دارد. آبنمای بزرگی در مرکز آن است که اکنون ساده و بی‌فواره است؛ می منسی، نویسنده لبنانی (۱۹۳۹-)، دربارهٔ این آب‌نمای کهن داستانی نوشته که بازدیدکنندگان را تشویق به گل‌گذاری اضالیا که نماد صلح است، نزد آن می‌کند.